# Cheirostylis
Cheirostylis ist eine Gattung aus der Familie der Orchideen (Orchidaceae). Sie besteht aus etwa 50 Arten krautiger Pflanzen, die im tropischen Afrika, Asien und Australien beheimatet sind.

## Beschreibung
Die Arten der Gattung Cheirostylis bilden ein kriechendes Rhizom, welches zylindrisch ist oder an den Nodien eingeschnürt. Die Wurzeln sind durch fadenförmige Rhizoide ersetzt, die zwischen den Knoten am Rhizom entstehen. Bei einigen Arten entspringen stattdessen echte Wurzeln an den Knoten, diese sind fleischig und behaart. Die aufsteigenden Sprosse tragen die Laubblätter gleichmäßig verteilt oder zu einer lockeren Rosette verdichtet. Die Blätter sind asymmetrisch länglich bis rundlich und kurz gestielt. Der Blattgrund umfasst den Spross. Die Blattadern können hell abgesetzt sein, bei einigen Arten sind die Blätter gefleckt.
Der traubige Blütenstand erscheint endständig. Die Blütenstandsachse ist behaart und wird von wenigen Hochblättern umfasst. Die Tragblätter sind etwa so lang wie Fruchtknoten und Blütenstiel zusammen. Der verdrehte Fruchtknoten kann zylindrisch, spindelförmig oder kegelförmig sein, manchmal ist er behaart. Die Blüten sind resupiniert. Die drei Sepalen sind zur Hälfte bis gänzlich miteinander zu einer Röhre verwachsen; das dorsale Sepal kann auch komplett frei sein. Die seitlichen Petalen sind linealisch bis spatelförmig, sie haften am oberen Petal an. Die Lippe ist an der Basis mit den Rändern der Säule verwachsen. Die Lippe ist dreigeteilt: der basale Teil, das Hypochil, ist leicht schüsselförmig mit seitlichen Anhängseln. Im Mittelteil, dem Mesochil, sind die Ränder nach oben geschlagen, so dass die Lippe hier fast eine Röhre bildet. Der vordere Teil, das Epichil, ist ganzrandig oder zweilappig, der Rand kann gefranst sein. Die Säule ist kurz, nach vorne zu wird sie etwas breiter. Das Staubblatt enthält zwei Pollinien, die über jeweils ein Stielchen mit der Klebscheibe (Viscidium) verbunden sind. Die Narbe besteht aus zwei separaten Flächen, die seitlich je ein steriles Anhängsel besitzen. Das Trenngewebe zwischen Narbe und Staubblatt (Rostellum) ist dreieckig und tief eingeschnitten. Die Kapselfrucht ist spindelförmig bis oval, manchmal nach vorne zu verbreitert.

## Vorkommen
Cheirostylis ist in den Tropen der Alten Welt beheimatet. Die Gattung besiedelt die feuchteren Gebiete des tropischen Afrikas und des süd- und südostasiatischen Festlands, die philippinischen und indonesischen Inseln, den Nordosten Australiens und einige pazifische Inseln wie Neukaledonien, die Karolinen und Vanuatu. Cheirostylis findet man von Meereshöhe bis in Höhenlagen von 2500 Meter. Sie wachsen in feuchten Wäldern in der Humusschicht oder zwischen Moosen, meist terrestrisch, gelegentlich auch auf Felsen oder epiphytisch.

## Systematik und botanische Geschichte

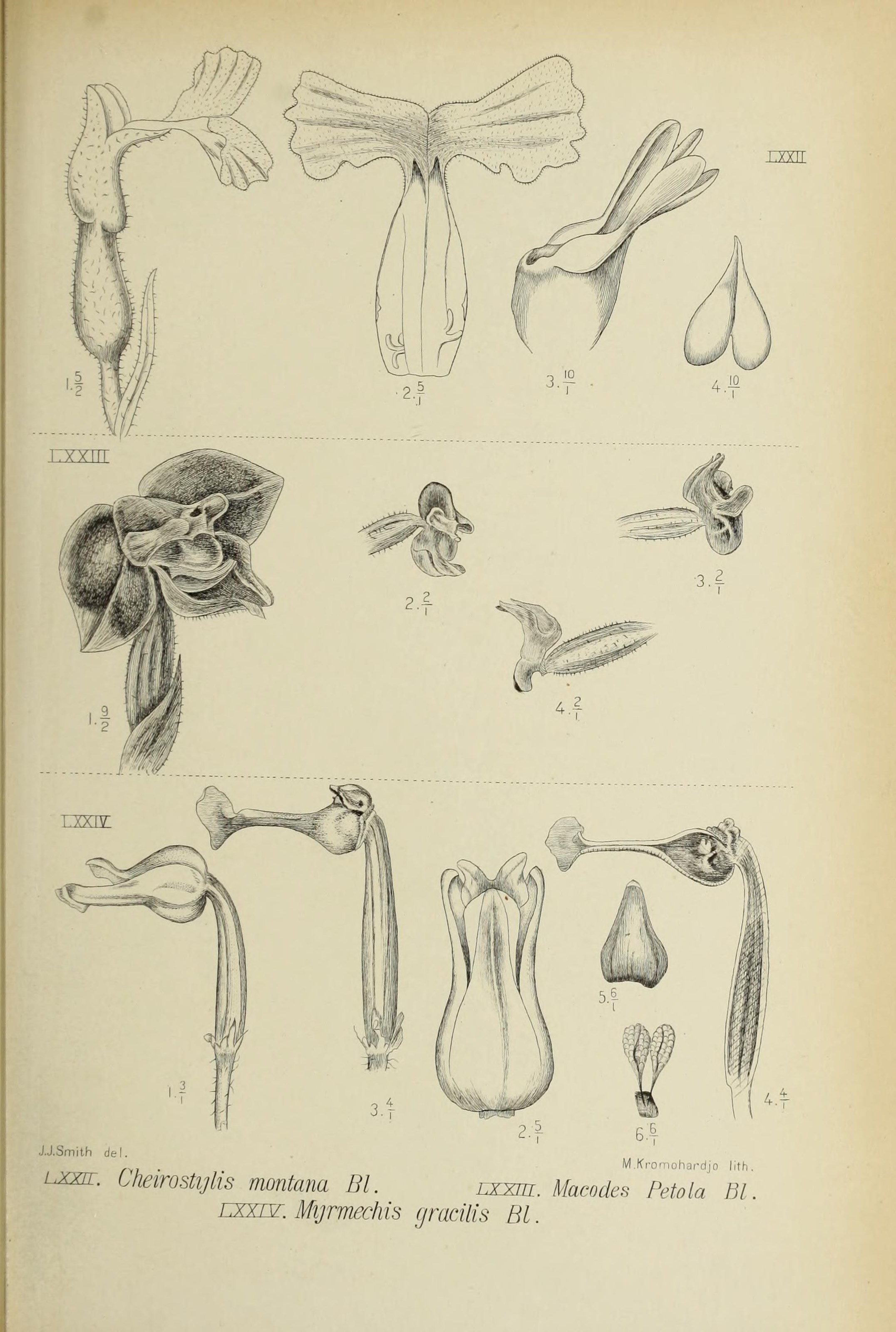
Cheirostylis montana, Illustration

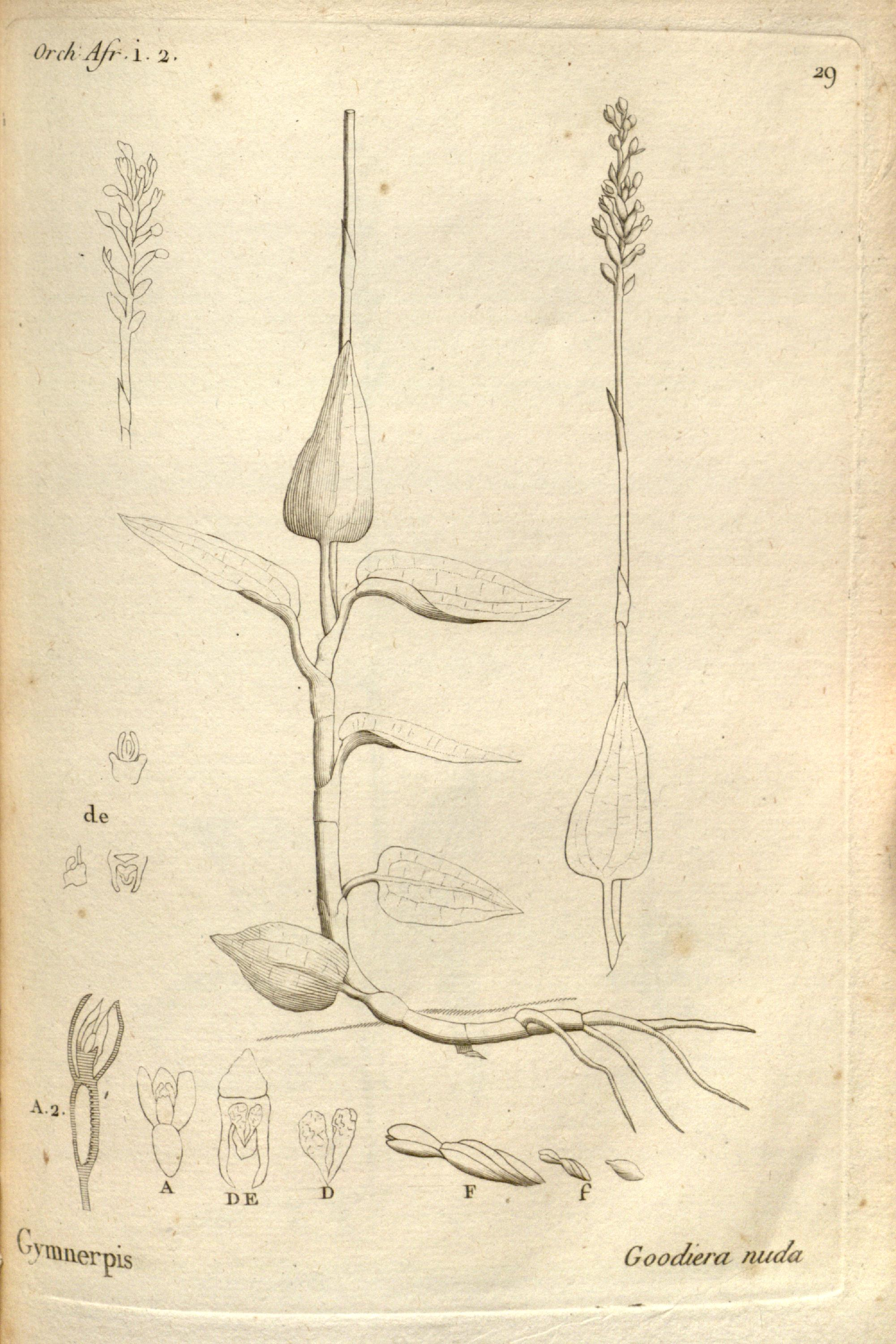
Cheirostylis nuda, Illustration

Cheirostylis wird innerhalb der Tribus Cranichideae in die Subtribus Goodyerinae eingeordnet. Nach Dressler lässt sich diese weiter in zwei Gruppen unterteilen; Cheirostylis steht in der kleineren Gruppe mit zwei getrennten Narbenflächen.
Die Gattung Cheirostylis wurde 1825 von Carl Ludwig Blume in Bijdragen tot de Flora van Nederlandsch Indie Band 8, Seite 413, tab. 16 aufgestellt. Der Name setzt sich aus den griechischen Wörtern χείρ  cheiros, „Hand“, und στήλη stylos, „Säule“, zusammen; er bezieht sich auf die Säule, die durch die zwei Narbenanhängsel und das zweigeteilte Rostellum ein vierfingriges Ende hat. Die Typusart ist Cheirostylis montana.
Derzeit werden 60 Arten zu Cheirostylis gezählt (Stand 2024):
- Cheirostylis acuminata Zhi L.Liu & Q.Liu: Yunnan
- Cheirostylis barbata Q.Liu & X.F.Wu: 2020 aus Yunnan erstbeschrieben.
- Cheirostylis bidentata J.J.Sm.: Molukkeninsel Seram
- Cheirostylis bipunctata Aver.: Nördliches Vietnam
- Cheirostylis boryi (Rchb.f.) Hermans & P.J.Cribb: Tansania bis KwaZulu-Natal und Réunion
- Cheirostylis calcarata X.H.Jin & S.C.Chen: Südliches Yunnan
- Cheirostylis celebensis P.O’Byrne & J.J.Verm.: Sulawesi
- Cheirostylis chinensis Rolfe: Südliches China bis Indochina, Taiwan bis Philippinen
- Cheirostylis chuxiongensis J.D.Ya: Wurde 2021 aus Yunnan erstbeschrieben.
- Cheirostylis clibborndyeri S.Y.Hu & Baretto: Hongkong und Taiwan
- Cheirostylis cochinchinensis Blume: Vietnam
- Cheirostylis cristata Aver.: Vietnam
- Cheirostylis dendrophila Schltr.: Papua-Neuguinea bis Neubritannien
- Cheirostylis divina (Guinea) Summerh.: Sie kommt in zwei Varietäten im tropischen Westafrika vor.[4]
- Cheirostylis filipetala Aver.: Südlich-zentrales Vietnam
- Cheirostylis flabellata (A.Rich.) Wight: Indischer Subkontinent bis Myanmar
- Cheirostylis foliosa Aver. (2007): Nördliches Vietnam
- Cheirostylis glandulifera (Aver.) J.M.H.Shaw: Nördliches Vietnam
- Cheirostylis glandulosa Aver.: Vietnam
- Cheirostylis goldschmidtiana Schltr.: Malaiische Halbinsel
- Cheirostylis grandiflora Blume: Westliches Neuguinea
- Cheirostylis griffithii Lindl.: Himalaja bis China und Indochina
- Cheirostylis gunnarii A.N.Rao: Arunachal Pradesh
- Cheirostylis gymnochiloides (Ridl.) Rchb.f.: Madagaskar und Komoren.
- Cheirostylis jamesleungii S.Y.Hu & Barretto: Hongkong
- Cheirostylis javanica J.J.Sm.: Java
- Cheirostylis kabaenae Ormerod: Sulawesi
- Cheirostylis latipetala Aver. & Averyanova: Nördliches Vietnam
- Cheirostylis lepida (Rchb.f.) Rolfe: Tropisches Afrika
- Cheirostylis liukiuensis Masam. (Syn.: Cheirostylis okabeana Tuyama): Hongkong, Japan bis Taiwan
- Cheirostylis malipoensis X.H.Jin & S.C.Chen: Südöstliches Yunnan
- Cheirostylis marmorifolia Aver.: Nördliches Vietnam
- Cheirostylis merrillii (Ames & Quisumb.) Ormerod: Taiwan bis Luzon
- Cheirostylis moniliformis (Griff.) Seidenf.: Östlicher Himalaja bis Assam, südöstliches Thailand
- Cheirostylis montana Blume: Myanmar bis Malesien, Inseln im südwestlichen Pazifik
- Cheirostylis monteiroi S.Y.Hu & Barretto: Hongkong, südliches Taiwan
- Cheirostylis nantouensis T.P.Lin: Taiwan
- Cheirostylis notialis D.L.Jones: Südöstliches Queensland bis nordöstliches New South Wales
- Cheirostylis nuda (Thouars) Ormerod: Tansania bis KwaZulu-Natal, Inseln im westlichen Indischen Ozean
- Cheirostylis octodactyla Ames (Syn.: Cheirostylis oligantha Masam. & Fukuy.): Nördliches Indochina, Taiwan bis Philippinen
- Cheirostylis orobanchoides (F.Muell.) D.L.Jones & M.A.Clem.: Vanuatu, Neukaledonien
- Cheirostylis ovata (F.M.Bailey) Schltr.: Queensland bis New South Wales
- Cheirostylis parvifolia Lindl. (Syn.: Cheirostylis seidenfadeniana Sath.Kumar & F.N.Rasm.): Westliches Indien, Sri Lanka
- Cheirostylis pingbianensis K.Y.Lang: Südöstliches Yunnan
- Cheirostylis pubescens C.S.P.Parish & Rchb.f.: Myanmar
- Cheirostylis pusilla Lindl. (Syn.:Cheirostylis malleifera C.S.P.Parish & Rchb.f.): Sie kommt in zwei Varietäten von Sikkim bis Thailand und der Malaiischen Halbinsel vor.[4]
- Cheirostylis raymundii Schltr.: Karolinen-Insel Palau
- Cheirostylis serpens Aver.: Nördliches Vietnam bis Guangxi
- Cheirostylis sessanica A.N.Rao: Arunachal Pradesh
- Cheirostylis sherriffii N.Pearce & P.J.Cribb: Bhutan
- Cheirostylis spathulata J.J.Sm. (Syn.: Cheirostylis didymacantha Seidenf.): Indochina, Borneo, Java
- Cheirostylis tabiyahanensis (Hayata) N.Pearce & P.J.Cribb: Südöstliches Taiwan
- Cheirostylis takeoi (Hayata) Schltr.: Nördliches Vietnam, Nansei-Inseln bis Taiwan
- Cheirostylis thailandica Seidenf.: Südliches Yunnan bis Thailand
- Cheirostylis thanmoiensis (Gagnep.) Ormerod: Nördliches Vietnam
- Cheirostylis tippica A.N.Rao: Arunachal Pradesh
- Cheirostylis tortilacinia C.S.Leou (Syn.: Cheirostylis rubrifolius T.P.Lin & W.M.Lin): Taiwan
- Cheirostylis wenshanensis J.B.Chen, L.J.Chen & W.H.Rao: Die 2019 erstbeschriebene Art kommt in Yunnan vor.[4]
- Cheirostylis yei J.D.Ya, Z.D.Han & H.Jiang: wurde 2021 aus Yunnan erstbeschrieben.
- Cheirostylis yunnanensis Rolfe (Syn.: Cheirostylis pabongensis Lucksom)[4]: Sikkim bis südliches China